# Олимпия Корал Мело
Олимпия Корал Мело (на испански: Olimpia Coral Melo) е мексиканска общественичка, призната за една от 100-те най-влиятелни личности в света през 2021 г. от списание „Тайм“.
Родена е през 1995 година в Уаучинанго, щата Пуебла. В ранна възраст неин партньор публикува без съгласието ѝ видеоматериали със сексуално съдържание. През следващите години тя оглавява широка кампания срещу сексуалното насилие, като към 2020 година подобни публикации са криминализирани в по-голямата част от страната.